# Casalserugo
Casalserugo is een gemeente in de Italiaanse provincie Padua (regio Veneto) en telt 5525 inwoners (31-12-2004). De oppervlakte bedraagt 15,5 km², de bevolkingsdichtheid is 356 inwoners per km².

## Demografie
Casalserugo telt ongeveer 1983 huishoudens. Het aantal inwoners steeg in de periode 1991-2001 met 12,7% volgens cijfers uit de tienjaarlijkse volkstellingen van ISTAT.
| Jaar | Inwoneraantal |
| ---- | ------------- |
| 1991 | 4899          |
| 2001 | 5519          |

## Geografie
De gemeente ligt op ongeveer 8 m boven zeeniveau.
Casalserugo grenst aan de volgende gemeenten: Albignasego, Bovolenta, Cartura, Maserà di Padova, Polverara, Ponte San Nicolò.